# Hauteville (Marne)
Hauteville is een gemeente in het Franse departement Marne (regio Grand Est) en telt 188 inwoners (1999). De plaats maakt deel uit van het arrondissement Vitry-le-François.

## Geografie
De oppervlakte van Hauteville bedraagt 10,9 km², de bevolkingsdichtheid is 17,2 inwoners per km².
De onderstaande kaart toont de ligging van Hauteville (Marne) met de belangrijkste infrastructuur en aangrenzende gemeenten.

## Demografie
Onderstaande figuur toont het verloop van het inwonertal (bron: INSEE-tellingen).

1. ↑  Populations de référence 2022.